# Oscar Naert
Oscar Naert (Stene, 19 januari 1913  - Oostende, 9 september 1944) was een Belgische atleet, die gespecialiseerd was in de lange afstand en het veldlopen. Hij veroverde één Belgische seniorentitel.

## Biografie
Naert begon in 1925 met atletiek na het winnen van een plaatselijke veldloop. Bij de jeugd veroverde hij diverse overwinningen en ereplaatsen. Ook als senior veroverde hij diverse overwinningen. In 1935 werd hij Belgisch kampioen op de 10.000 m.
In 1940 werd Naert gemobiliseerd en stopte hij met atletiek. Hij werd krijgsgevangen genomen en verbleef zes maanden in een concentratiekamp. Op 8 september 1944, de dag van de bevrijding van Oostende, werd hij het slachtoffer van het opblazen van de duikbootbasis door de Duitsers. Hij overleed de dag nadien.

### Clubs
Oscar Naert was eerst aangesloten bij Ostend Athletic Club. Na het ontbinden van die club verhuisde hij naar AA Gent. Later probeerde hij tevergeefs een overgang naar VG Oostende te bekomen..
In Konterdam wordt nog elk jaar de Grote Prijs Oscar Naert , een wielerwedstrijd voor elite zonder contract en U23 gereden.

## Belgische kampioenschappen
| Onderdeel | Jaar |
| --------- | ---- |
| 10.000 m  | 1935 |

## Palmares

### 10.000 m
- 1935:  BK AC - 32.52,0

### veldlopen
- 1935: 50e Landenprijs in Parijs